# Louise Quinn
Louise Quinn (Blessington, 17 juni 1990) is een Iers voetbalster die bij voorkeur als verdedigende middenveldster speelt. Ze speelt anno 2022 voor Birmingham City. In 2008 debuteerde ze in het Ierse nationale vrouwenelftal.

## Club-carrière
Quinn speelde jeugdvoetbal bij Lakeside FC in Wicklow voordat ze in 2004 naar de Dublinse club Peamount United ging.
Quinn loodse als aanvoerster Peamount naar de FAI Women's Cup-finale van 2008 in Richmond Park , waar ze met 2-1 verloren van St Francis. In 2010 won Peamount de FAI Cup-finale, na het verslaan van Salthill Devon met 4-2. Quinn miste de gelegenheid omdat ze stage liep in de Verenigde Staten. 
In augustus 2011 scoorde Quinn een hattrick tegen ŽNK Krka, toen Peamount met 7-0 won in de voorronde van de UEFA Women's Champions League in Slowakije. 
Quinn verhuisde in januari 2013 naar de Zweedse club Eskilstuna United. Ze bleek een succes in Zweden toen Eskilstuna in haar eerste seizoen promoveerde van de Elitettan en als zevende eindigde in de Damallsvenskan op het hoogste niveau in haar tweede. In 2015 eindigde het team als tweede na FC Rosengård en coach Viktor Eriksson beschreef Quinn als een van de beste verdedigers in de competitie. In 2016 was teamcaptain Quinn altijd aanwezig in de competitie en speelde ze in de UEFA Women's Champions League-campagne van de club, maar besloot ze in november 2016 Eskilstuna te verlaten. 
Quinn tekende op 3 mei 2017 een kortetermijnovereenkomst met Arsenal in de FA WSL. Ze tekende een nieuw langetermijncontract in mei 2019.